# إدوارد راي روبنسون
إدوارد راي روبنسون (بالإنجليزية: Edward Ray Robinson)‏ هو مصمم الإنتاج ومخرج فني أمريكي، ولد في 24 يوليو 1893 في لوس أنجلوس في الولايات المتحدة، وتوفي بنفس المكان في 27 أبريل 1979.

## وصلات خارجية
- إدوارد راي روبنسون على موقع IMDb (الإنجليزية)
- إدوارد راي روبنسون على موقع قاعدة بيانات الفيلم (الإنجليزية)